# وارن، کبک

نمایی از ساختمان شورای شهرک وارن در منطقه شهری مارگریت-دیوویل/ ۲۰۲۳

وارن (به فرانسوی: Varennes) شهرکی در منطقه شهری مارگریت-دیوویل ناحیه مونترژی در استان کبک کانادا است. در سرشماری سال ۲۰۱۱ این شهرک ۲۰٬۶۰۸ نفر جمعیت داشته‌است و مساحت آن ۹۳٫۹۶ کیلومتر مربع است.